# توني آن سينغ
توني آن سينغ (بالإنجليزية: Toni-Ann Singh)، من مواليد 1 فبراير 1996، هي عارضة أزياء جامايكية أمريكية وحاملة ألقاب في مسابقات الجمال، تُوّجت بلقب ملكة جمال العالم 2019، تُعد سينغ رابع امرأة من جامايكا تفوز بلقب ملكة جمال العالم، كما أنها أول امرأة ذات بشرة سمراء تنال هذا اللقب منذ فوز النيجيرية أغباني داريغو به عام 2001.

## الروابط الخارجية
- توني آن سينغ على إنستغرام

| الجوائز و الإنجازات | الجوائز و الإنجازات             | الجوائز و الإنجازات |
| ------------------- | ------------------------------- | ------------------- |
| سبقه فانيسا بونس    | ملكة جمال العالم 2019           | الحالي              |
| سبقه خديجة روبنسون  | ملكة جمال جامايكا العالمية 2019 | الحالي              |